# Albrecht Haupt (Architekt)

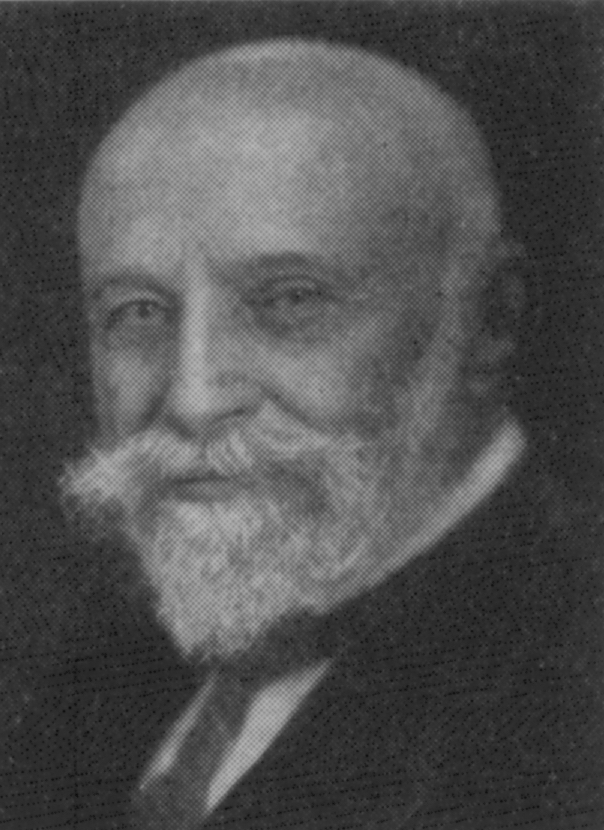
Albrecht Haupt

Albrecht Haupt (* 18. März 1852 in Büdingen; † 27. Oktober 1932 in Hannover; vollständiger Name: Karl Albrecht Haupt) war ein deutscher Architekt und Hochschullehrer. 

## Leben
Haupt war ein Sohn des Büdinger Gymnasialdirektors Dr. Georg Haupt und dessen Ehefrau Mathilde Haupt geb. Schmidt. Sein Bruder war der Kunsthistoriker Richard Haupt, ein Vetter der Historiker Herman Haupt. Albrecht Haupt besuchte vom 16. April 1861 bis zu seinem Abitur am 11. September 1869 das Wolfgang-Ernst-Gymnasium in Büdingen. Im Anschluss studierte er in Gießen, Karlsruhe und Hannover. 1869 wurde er Mitglied der Gießener Burschenschaft Germania. 1875 war er zunächst als freier Architekt tätig und arbeitete anschließend von 1876 bis 1878 beim großherzoglich badischen Schlossbauamt in Karlsruhe und in Büdingen. 1878 erfolgte der Umzug nach Hannover. Nach einer zweijährigen Tätigkeit als Mitarbeiter bei Edwin Oppler macht er sich selbstständig und lehrte außerdem als Privatdozent an der Technischen Hochschule Hannover. 1893 wurde er zum Dr. phil. promoviert, 1894 wurde er zum Honorarprofessor ernannt. 1923 wurde er schließlich ordentlicher Professor und lehrte bis zu seiner Emeritierung 1926 deutsche, spanische und portugiesische Baukunst sowie deutsche Renaissance und Baukunst der Germanen. Er legte um 1907 eine Rekonstruktionszeichnung für das Mausoleum Theoderichs des Großen in Ravenna vor und vertrat die Ansicht, dass die früher im Obergeschoss des Grabmals vorhanden gewesenen Brüstungsgitter die Bronzegitter gewesen sein könnten, die Karl der Große mit anderen historischen Bauteilen aus Ravenna beschafft hatte und in die Aachener Pfalzkapelle einbauen ließ.
Haupt war Mitbegründer des Hannoverschen Kunstgewerbemuseums und des Bundes Deutscher Architekten (BDA), dessen Vorsitz er von 1903 bis 1908 hatte. Neben seiner Tätigkeit als Hochschullehrer, Architekt und Denkmalpfleger ist seine Bedeutung als Sammler hervorzuheben. Seine zwischen etwa 1880 und 1923 aufgebaute Sammlung von künstlerischen Handzeichnungen, Druckgraphiken und historischen Monographien des 16. bis 19. Jahrhunderts ging bereits ab 1901 auf eigenes Betreiben in mehreren Chargen als Lehrsammlung in den Bestand der Bibliothek der königlichen Technischen Hochschule (heute Technische Informationsbibliothek) Hannover über. Auch seine über 5000 eigenhändigen Reiseskizzen, Studienzeichnungen und Illustrationen vermachte er 1930 der Bibliothek. Seine parallel dazu ab etwa 1900 entstandene Sammlung von Ornamentstichen gelangte 1923 als Schenkung in den Bestand der Kunstsammlung der Universität Göttingen.    

## Werk

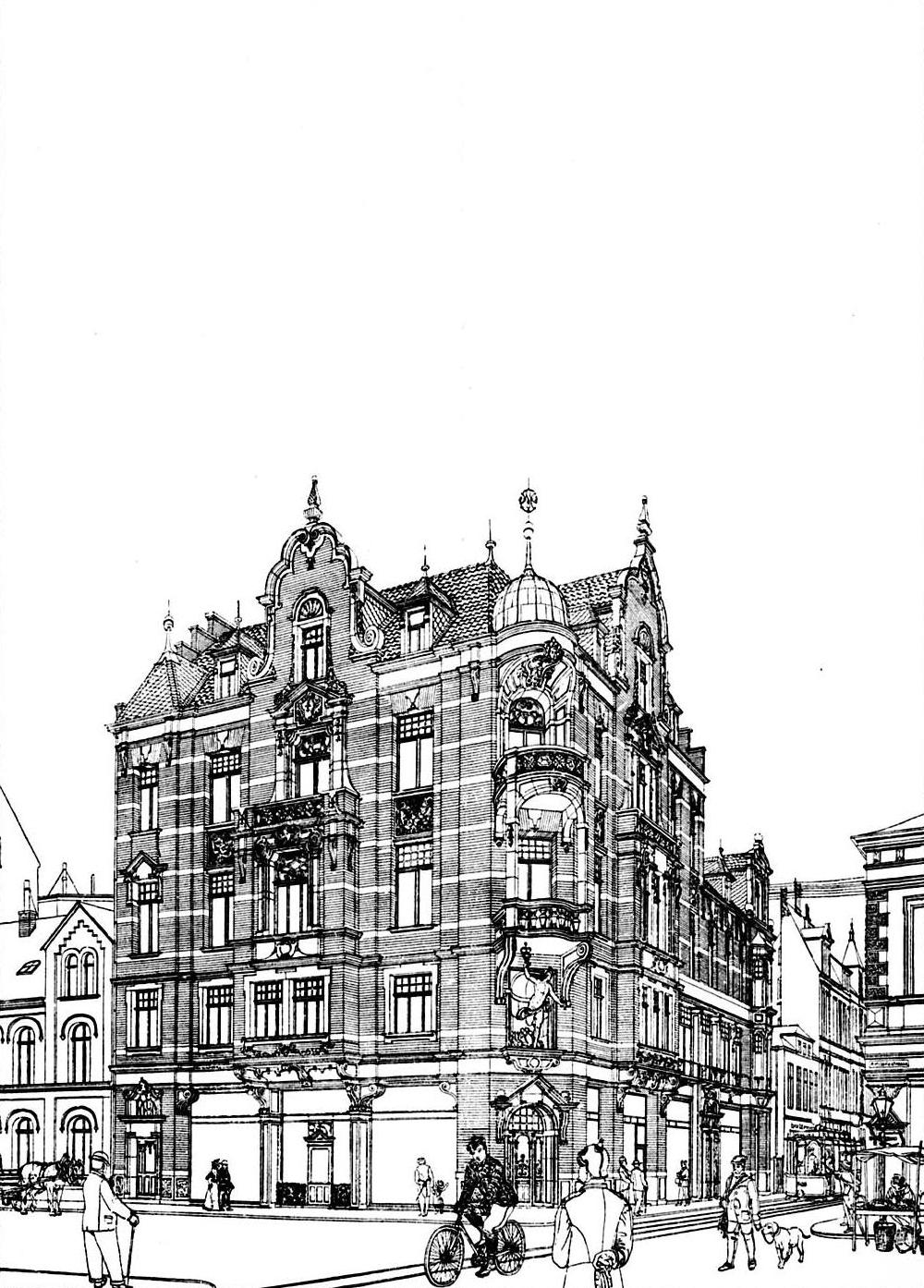
Mercur-Gebäude in Hannover (Zeichnung, veröffentlicht 1898 in De Opmerker)

Neben einer umfangreichen Publikationsreihe über die Architektur des 16. bis 18. Jahrhunderts machte sich Haupt durch den Entwurf und den Umbau zahlreicher Gebäude einen Namen. Zu seinen Werken zählen unter anderem die Restaurierung des Leibnizhauses in Hannover, das Schloss Wiligrad und der Urnenhain auf dem Stadtfriedhof Engesohde in Hannover.
- 1891–1895: Wiederaufbau von Schloss Basedow in Mecklenburg
- 1896: Geschäftshaus für die Mercur Privat-Stadtbrief-Expedition in Hannover, Artilleriestraße (ab 1953 Kurt-Schumacher-Straße) / Andreastraße (nicht erhalten)
- 1900: Gruftkapelle (Mausoleum) auf der ehem. Domäne Lohne, Gut Lohne bei Isernhagen
- 1903–1904: Renovierung der Stiftskirche in Fischbeck
- 1908–1912: Rekonstruktion der Schaumburg

## Publikationen
- mit Rudolf Adamy: Architektonik auf historischer und aesthetischer Grundlage / von Rudolf Adamy, unter künstlerischer Mitwirkung von A. Haupt. (4 Bände : Architektur als Kunst; Architektonik des orientalischen Altertums, Architektur der Hellenen, Architektur der Römer). Hathitrust (University of Michigan)
- Die Baukunst der Renaissance in Portugal : von den Zeiten Emmanuel's des Glücklichen bis zu dem Schlusse der spanischen Herrschaft. Band 1 : Lissabon und Umgegend. H. Keller, Frankfurt/M. 1890 Hathitrust = Internet Archive (Getty Research Institute)
- Die Baukunst der Renaissance in Portugal : von den Zeiten Emmanuel's des Glücklichen bis zu dem Schlusse der spanischen Herrschaft. Band 2 : Das Land. H. Keller, Frankfurt/M. 1890 Hathitrust = Internet Archive (Getty Research Institute)
- Zur Baugeschichte des Heidelberger Schlosses : neue Forschungsergebnisse über die Heidelberger Renaissancebauten. H. Keller, Frankfurt/M. 1902 Polona (Polnische Nationalbibliothek)
- Peter Flettner, der erste Meister des Otto-Heinrichsbaus zu Heidelberg / mit Unterstützung des Grossherzoglich-badischen Ministeriums der Justiz, des Kultus und des Unterrichts, hrsg. von Albrecht Haupt, mit 15 Tafeln und 33 Abbildungen im Text. K. W. Hiersemann, Leipzig 1904 Internet Archive (Getty Research Institute), Internet Archive (Boston Public Library)
- Palast-Architektur von Ober-Italien und Toscana vom XIII bis XVIII Jahrhundert : Verona, Vicenza, Mantua, Padua, Udine. Ernst Wasmuth, Berlin 1908 Kujawo-Pommersche Digitale Bibliothek
- Palast-Architektur von Ober-Italien und Toscana vom XIII bis XVIII Jahrhundert :  Pisa, Siena, Pistoia, San Gimignano, Montepulciano, Lucca, Florenz, Massa. Ernst Wasmuth, Berlin 1922 Pommernsche Digitale Bibliothek
- Die älteste Kunst, insbesondere die Baukunst der Germanen : von der Völkerwanderung bis zu Karl dem Grossen. H.A.L. Degener, Leipzig 1909 Internet Archive (Robarts - University of Toronto)
  - 2., neubearbeitete erweiterte Auflage 1923 Hathitrust (Princeton Library) = frei zugängliches Digitalisat auf Internet Archive
- Lissabon und Cintra. (»Berühmte Kunststätten« ; 62). E. A. Seemann, Leipzig 1913 Polona (Polnische Nationalbibliothek)
- Baukunst der Renaissance in Frankreich und Deutschland. (»Handbuch der Kunstwissenschaft«). Akadem. Verlagsgesellschaft Athenaion, Berlin-Neubabelsberg 1916 Polona Polnische Nationalbibliothek, Internet Archive (Robarts - University of Toronto)
  - 2. erweiterte Auflage 1923 unter dem Titel Baukunst der Renaissance in Frankreich und Deutschland - Teil 1+2.
  - Baukunst der Renaissance in Frankreich und Deutschland - Teil 1. (1923) Kujawo-Pommersche Digitale Bibliothek
  - Baukunst der Renaissance in Frankreich und Deutschland - Teil 2. (1923) Kujawo-Pommersche Digitale Bibliothek
- Geschichte der Renaissance in Spanien und Portugal. (»Geschichte der neuen Baukunst« ; 10). Paul Neff Verlag, Eßlingen a. N. 1927 UB Kunst Gdańsk

## Auszeichnungen
- 1914: Verleihung des Ehrentitels Geheimer Baurat[3]
- 1927: Verleihung der Ehrendoktorwürde der Technischen Hochschule Hannover (als Dr.-Ing. E. h.)